# رادوفان كاراديتش
رادوفان كاراديتش (بالصربية: Радован Караџић) (مواليد 19 يونيو 1945 في بيتنييكا، جمهورية الجبل الأسود الاشتراكية، يوغوسلافيا الاتحادية الديمقراطية) هو طبيب نفساني وشاعر وسياسي سابق من صرب البوسنة والهرسك شغل منصب رئيس جمهورية صرب البوسنة خلال حرب البوسنة والهرسك وأدين فيما بعد بالإبادة الجماعية والجرائم ضد الإنسانية وجرائم الحرب من قبل المحكمة الجنائية الدولية ليوغوسلافيا السابقة.
تدرب كطبيب نفسي وشارك في تأسيس الحزب الديمقراطي الصربي في البوسنة والهرسك وشغل منصب أول رئيس لجمهورية صرب البوسنة من عام 1992 إلى عام 1996. وكان هاربا من عام 1996 حتى يوليو 2008 بعد أن وجهت إليه اتهامات بارتكاب جرائم حرب من قبل المحكمة الجنائية الدولية ليوغوسلافيا السابقة. خلصت لائحة الاتهام إلى وجود أسباب معقولة للاعتقاد بأنه ارتكب جرائم حرب بما في ذلك الإبادة الجماعية ضد المدنيين البوشناق والكروات خلال حرب البوسنة والهرسك (1992-1995). عندما كان هاربا عمل في عيادة خاصة في بلغراد متخصصا في الطب البديل وعلم النفس تحت اسم مستعار.
تم القبض عليه في بلغراد في 21 يوليو 2008 ومثل أمام محكمة جرائم الحرب في بلغراد بعد أيام قليلة. تم تسليمه إلى هولندا وتم وضعه رهن الاحتجاز لدى المحكمة الجنائية الدولية ليوغوسلافيا السابقة في وحدة الاحتجاز التابعة للأمم المتحدة في شيفينينغن حيث وجهت إليه 11 تهمة بارتكاب جرائم حرب وجرائم ضد الإنسانية. يشار إليه أحيانا من قبل وسائل الإعلام الغربية باسم «جزار البوسنة والهرسك» مثل لقب جنرال جيش جمهورية صرب البوسنة السابق راتكو ملاديتش. في 24 مارس 2016 أدين بارتكاب الإبادة الجماعية في سريبرينيتشا وجرائم الحرب والجرائم ضد الإنسانية 10 من 11 تهمة في المجموع وحُكم عليه بالسجن 40 عاما. في 22 يوليو 2016 قدم استئناف ضد إدانته. ورُفض الاستئناف في 20 مارس 2019 وتم رفع الحكم إلى السجن المؤبد. في مايو 2021 أُعلن أنه سينقل إلى سجن بريطاني.

## النشأة والتعليم
ولد رادوفان كاراديتش لعائلة صربية في 19 يونيو 1945 في قرية بتنجيكا في جمهورية الجبل الأسود الشعبية في يوغوسلافيا الفيدرالية الديمقراطية بالقرب من سافنيك. كان والد كاراديتش فوكو (1912-1987) إسكافي من بيتنجيكا. والدته يوفانكا (1922-2005) كانت فتاة فلاحية من بلييفليا. تزوجت من والد كاراديتش عام 1943 وهي تبلغ من العمر عشرين عام. يدعي كاراديتش أنه على صلة بالمصلح اللغوي الصربي فوك كاراديتش (1787–1864) على الرغم من أن هذا الادعاء لم يتم تأكيده اعتبارا من عام 2014.
كان والده من شيتنيك أي عضو في جيش حكومة مملكة يوغوسلافيا في المنفى خلال الحرب العالمية الثانية وسجن من قبل النظام الشيوعي بعد الحرب لجزء كبير من طفولة ابنه. انتقل كارادزيتش إلى سراييفو في عام 1960 لدراسة الطب النفسي في كلية الطب بجامعة سراييفو. على الرغم من حقيقة أن والده قاتل في حرب فإن كاراديتش نفسه لم يكن لديه أي طموحات ذات توجه عسكري. من المعتقد على نطاق واسع أنه لم يخدم قط خدمته العسكرية الإلزامية التي استمرت لمدة عام واحد في جيش يوغوسلافيا الشعبي كما ادعى ستيبان كليوييتش الذي كان عضو كرواتي في الرئاسة الدورية البوسنية.
درس كاراديتش الاضطرابات العصبية والاكتئاب في مستشفى نيستفيد في الدنمارك في عام 1970 وخضع خلال عامي 1974 و 1975 لمزيد من التدريب الطبي في جامعة كولومبيا في نيويورك. بعد عودته إلى يوغوسلافيا عمل في مستشفى كوسيفو في سراييفو. كان أيضا شاعر متأثر بالكاتب الصربي دوبريكا تشوسيتش الذي شجعه على الانخراط في السياسة. خلال فترة عمله كعالم بيئة أعلن أن «البلشفية سيئة لكن القومية أسوأ».

## الآثام المالية

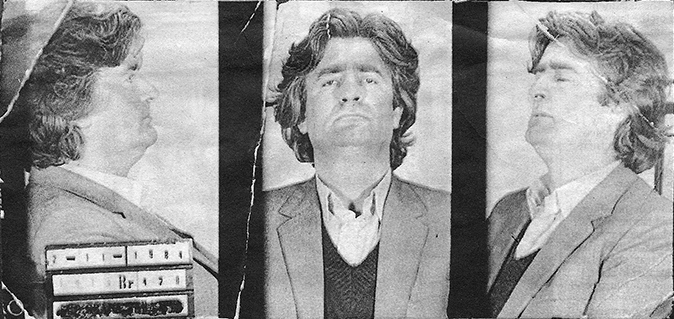
تم التقاط صورة الملف عند القبض على كاراديتش في نوفمبر 1984.

بعد التخرج بفترة وجيزة بدأ كاراديتش العمل في مركز علاجي في عيادة الطب النفسي في مستشفى سراييفو الرئيسي كوسيفو. وطبقا للشهادة فقد عزز في كثير من الأحيان دخله عن طريق إصدار تقييمات طبية ونفسية زائفة للعاملين في مجال الرعاية الصحية الذين يريدون التقاعد المبكر أو للمجرمين الذين حاولوا تجنب العقوبة من خلال التذرع بالجنون. في عام 1983 بدأ كاراديتش العمل في مستشفى في ضاحية فوجدوفاتش ببلغراد. مع شريكه مومشيلو كراجيشنيك الذي كان مديرا لشركة التعدين إنرجوينفست تمكن من الحصول على قرض من صندوق التنمية الزراعية واستخدموه لبناء منازلهم في بالي وهي بلدة صربية فوق سراييفو تحولت إلى منتجع تزلج من قبل الحكومة.
في 1 نوفمبر 1984 تم القبض على الرجلين بتهمة الاحتيال وقضيا 11 شهر رهن الاحتجاز قبل أن يتمكن صديقهما نيكولا كوليفيتش من إنقاذهما. تم الإفراج عن كاراديتش وتوقفت محاكمته بسبب نقص الأدلة. ومع ذلك أعيد إحياء المحاكمة وفي 26 سبتمبر 1985 حُكم على كاراديتش بالسجن ثلاث سنوات بتهمة الاختلاس والاحتيال. وبما أنه قضى بالفعل أكثر من عام رهن الاحتجاز لم يقض كاراديتش العقوبة المتبقية في السجن.

## الحياة السياسية
بعد التشجيع من دوبريكا تشوسيتش الذي أصبح لاحقا أول رئيس لجمهورية يوغوسلافيا الاتحادية ويوفان راشكوفيتش زعيم صرب كرواتيا شارك كارادزيتش في تأسيس الحزب الديمقراطي الصربي في البوسنة والهرسك في عام 1989. وكان هدف الحزب هو توحيد جالية صرب البوسنة والهرسك في الجمهورية والانضمام إلى صرب كرواتيا في قيادتهم للبقاء كجزء من يوغوسلافيا في حالة انفصال هاتين الجمهوريتين عن الاتحاد.
خلال سبتمبر 1991 بدأ الحزب الديمقراطي الصربي في إنشاء مختلف «مناطق الحكم الذاتي الصربية» في جميع أنحاء البوسنة والهرسك. بعد تصويت البرلمان البوسني على السيادة في 15 أكتوبر 1991 تم تأسيس جمعية صربية منفصلة في 24 أكتوبر 1991 في بانيا لوكا لتمثيل الصرب في البوسنة والهرسك حصريا. في الشهر التالي أجرى صرب البوسنة والهرسك استفتاء أدى إلى تصويت ساحق لصالح البقاء في دولة اتحادية مع صربيا والجبل الأسود كجزء من يوغوسلافيا. في ديسمبر 1991 تم وضع وثيقة سرية للغاية لتنظيم ونشاط الشعب الصربي في البوسنة والهرسك في ظروف استثنائية من قبل قيادة الحزب الديمقراطي الصربي. كان هذا برنامج مركزي للاستيلاء على كل بلدية في البلاد من خلال إنشاء حكومات الظل والهياكل شبه الحكومية من خلال مختلف «مقار الأزمات» ومن خلال إعداد الصرب الموالين للاستيلاء بالتنسيق مع جيش يوغوسلافيا الشعبي.
في 9 يناير 1992 أعلن مجلس صرب البوسنة والهرسك جمهورية الصرب في البوسنة والهرسك. في 28 فبراير 1992 تم تبني دستور جمهورية البوسنة والهرسك الصربية. وأعلنت أن أراضي الدولة تشمل مناطق الحكم الذاتي الصربية والبلديات والكيانات العرقية الصربية الأخرى في البوسنة والهرسك وكذلك «جميع المناطق التي يمثل فيها الشعب الصربي أقلية بسبب الإبادة الجماعية في الحرب العالمية الثانية» (على الرغم من أن هذا كان لم يتم تحديدها أبدا) وأن تكون جزء من دولة يوغوسلافيا الفيدرالية. في 29 فبراير و1 مارس 1992 أُجري استفتاء على استقلال البوسنة والهرسك عن يوغوسلافيا. قاطع العديد من الصرب الاستفتاء وخرج البوشناق المؤيدون للاستقلال (مسلمو البوسنة) والكروات.

### رئيس جمهورية صرب البوسنة

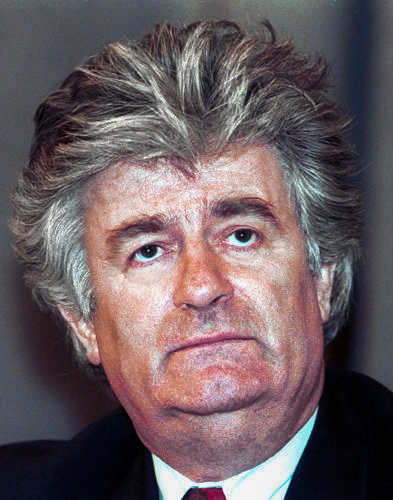
كارادزيتش خلال زيارة في موسكو، 3 مارس 1994.

في 6 و 7 أبريل 1992 تم الاعتراف بالبوسنة والهرسك كدولة مستقلة من قبل المجموعة الأوروبية والولايات المتحدة. تم قبولها كعضو في الأمم المتحدة في 22 مايو 1992.
تم التصويت على كارادزيتش رئيسًا لجمهورية صرب البوسنة إدارة صرب البوسنة والهرسك في بالي في حوالي 13 مايو 1992 بعد تفكك جمهورية يوغوسلافيا الاشتراكية الاتحادية. في الوقت الذي تولى فيه هذا المنصب كانت سلطاته القانونية كما هو موصوف في دستور إدارة صرب البوسنة والهرسك تشمل قيادة إدارة جيش صرب البوسنة والهرسك في أوقات الحرب والسلام وله سلطة تعيين وترقية وتسريح ضباط الجيش. قام كاراديتش بثلاث رحلات إلى الأمم المتحدة في نيويورك في فبراير ومارس 1993 لإجراء مفاوضات حول مستقبل البوسنة والهرسك.
ذهب إلى موسكو عام 1994 لعقد اجتماعات مع المسؤولين الروس حول الوضع البوسني. في عام 1994 أعلنت الكنيسة الأرثوذكسية اليونانية أن كاراديتش «أحد أبرز أبناء ربنا يسوع المسيح الذي يعمل من أجل السلام» وزينته وسام فرسان من الرتبة الأولى للقديس ديونيسيوس دي زانثي البالغ من العمر تسعمائة عام. أعلن البطريرك المسكوني برثلماوس أن «الشعب الصربي قد اختاره الله لحماية الحدود الغربية للأرثوذكسية».
في يوم الجمعة 4 أغسطس 1995 مع قوة عسكرية كرواتية ضخمة تستعد لمهاجمة منطقة كرايينا التي يسيطر عليها الصرب في وسط كرواتيا أعلن كارادزيتش أنه سيقيل الجنرال راتكو ملاديتش من منصبه كقائد وتوليه شخصيا قيادة جيش جمهورية صرب البوسنة بنفسه. ألقى كاراديتش باللوم على ملاديتش في خسارة مدينتين رئيسيتين يسيطر عليها الصرب في غرب البوسنة والهرسك والتي سقطت مؤخرًا في أيدي الكروات واستخدم خسارة المدينتين كذريعة للإعلان عن تغييرات مفاجئة في هيكل القيادة. تم تخفيض رتبة اللواء ملاديتش إلى رتبة «مستشار». ورفض ملاديتش الرحيل بهدوء مدعيا دعم جيش صرب البوسنة والهرسك وشعبها. ورد كاراديتش بمحاولة سحب الرتبة السياسية وكذلك شجب ملاديتش بأنه «مجنون» لكن الدعم الشعبي لملاديتش أجبر كاراديتش على إلغاء أمره في 11 أغسطس.

### تهم جرائم الحرب
اتهم كارادزيتش من قبل المحكمة الجنائية الدولية ليوغوسلافيا السابقة بالمسؤولية الشخصية والقيادية عن العديد من جرائم الحرب المرتكبة ضد غير الصرب في منصبه كقائد أعلى للقوات المسلحة لصرب البوسنة والهرسك ورئيس مجلس الأمن القومي لجمهورية صرب البوسنة. واتهمته نفس السلطة بالمسؤولية عن مقتل أكثر من 7500 من البوشناق (المسلمين). تحت إشرافه وقيادته بدأت قوات صرب البوسنة والهرسك حصار سراييفو. واتهمته المحكمة الجنائية الدولية ليوغوسلافيا السابقة بإصدار أمر بارتكاب إبادة جماعية في سريبرينيتشا في عام 1995 وتوجيه قوات صرب البوسنة والهرسك إلى «خلق حالة لا تطاق من انعدام الأمن التام مع عدم وجود أمل في استمرار الحياة» في منطقة الأمم المتحدة الآمنة. كما اتهمته المحكمة الجنائية الدولية ليوغوسلافيا السابقة بإصدار أمر باحتجاز موظفي الأمم المتحدة كرهائن في مايو - يونيو 1995.
وجهت إليه بصورة مشتركة من قبل المحكمة الدولية ليوغوسلافيا السابقة في عام 1995 إلى جانب الجنرال راتكو ملاديتش. اتهمت لائحة الاتهام كاراديتش على أساس مسؤوليته الجنائية الفردية (المادة 7 (1) من النظام الأساسي) والمسؤولية الجنائية العليا (المادة 7 (3) من النظام الأساسي) بما يلي:
- خمس تهم بارتكاب جرائم ضد الإنسانية (المادة 5 من النظام الأساسي - الإبادة والقتل والاضطهاد لأسباب سياسية وعرقية ودينية والاضطهاد والأفعال اللاإنسانية (النقل القسري).
- ثلاث تهم بانتهاك قوانين الحرب (المادة 3 من النظام الأساسي - القتل العمد وإرهاب المدنيين بشكل غير قانوني وأخذ الرهائن).
- تهمة واحدة من الانتهاكات الجسيمة لاتفاقيات جنيف (المادة 2 من النظام الأساسي - القتل العمد).
- النقل غير المشروع للمدنيين بسبب الهوية الدينية أو القومية.

عرضت حكومة الولايات المتحدة مكافأة قدرها 5 ملايين دولار على اعتقاله هو وراتكو ملاديتش.

## الهروب
فاتت السلطات القبض على كاراديتش في عام 1995 عندما كان مدعوا من الأمم المتحدة. أثناء زيارته لمقر الأمم المتحدة في عام 1993 تم تسليمه خدمة الإجراءات القضائية في دعوى مدنية بموجب قانون تقويض الضرر للأجانب في الولايات المتحدة الأمريكية. قضت المحاكم بأن كاراديتش قد تم تقديمه بشكل صحيح وسمح للمحاكمة بالمضي قدما في محكمة مقاطعة بالولايات المتحدة.
زادت قدرة كاراديتش على التهرب من الأسر لأكثر من عقد من احترامه بين بعض صرب البوسنة والهرسك على الرغم من الصفقة المزعومة مع ريتشارد هولبروك. تزعم بعض المصادر أنه تلقى الحماية من الولايات المتحدة نتيجة لاتفاقية دايتون. ومع ذلك نفى هولبروك مرارا وتكرارا أن مثل هذه الصفقة قد تم إبرامها على الإطلاق.
خلال الفترة التي قضاها هاربا ساعده العديد من الأشخاص بما في ذلك بوشكو رادونييتش وفي عام 2001 تظاهر مئات من المؤيدين لدعم كاراديتش في مسقط رأسه. في مارس 2003 حثته والدته يوفانكا علنا على الاستسلام.
اعترف المسؤولون البريطانيون بأن العمل العسكري من غير المرجح أن ينجح في تقديم كاراديتش وغيره من المشتبه بهم للمحاكمة وأن الضغط السياسي على حكومات البلقان من المرجح أن ينجح.
في مايو 2004 علمت الأمم المتحدة أن: «شقيق المتهم بارتكاب جرائم حرب يُزعم أنه كان يقوم بتقديم معلومات عن رادوفان كاراديتش وشبكته إلى المحكمة الجنائية الدولية ليوغوسلافيا السابقة قُتل عن طريق الخطأ في غارة شنتها شرطة جمهورية صرب البوسنة» وأضافت أن «يقال إن المخبر استُهدف لإسكاته قبل أن يتمكن من قول المزيد».
في عام 2005 دعا قادة صرب البوسنة والهرسك كاراديتش إلى الاستسلام مشيرين إلى أن البوسنة والهرسك وصربيا لا يمكنهما المضي قدما اقتصاديا أو سياسيا بينما لا يزال طليقا. بعد غارة فاشلة في وقت سابق من مايو في 7 يوليو 2005 اعتقلت قوات الناتو نجل كاراديتش ألكسندر لكنها أطلقت سراحه بعد 10 أيام. في 28 يوليو وجهت ليليانا زوجة كاراديتش نداء له بالاستسلام بعد ما وصفته بـ «الضغط الهائل».
ذكرت هيئة الإذاعة البريطانية أن كاراديتش شوهد في عام 2005 بالقرب من فوتشا: «38 كيلومترا (24 ميلا) على طول الطريق على حافة حديقة سوتيسكا الوطنية خرج رادوفان كاراديتش من سيارة مرسيدس حمراء» وأكد أن «المخابرات الغربية كانت الوكالات تعرف مكانها تقريبا ولكن لا توجد إرادة سياسية في لندن أو واشنطن للمخاطرة بحياة العملاء البريطانيين أو الأمريكيين في محاولة للقبض عليه» هو وملاديتش.
في 10 يناير 2008 ذكرت هيئة الإذاعة البريطانية أنه تم الاستيلاء على جوازات سفر أقربائه المقربين. في 21 فبراير 2008 في الوقت الذي أعلنت كوسوفو استقلالها عُرضت صور كارادزيتش خلال احتجاج بلغراد «كوسوفو هي صربيا».
منذ عام 1999 كان كاراديتش يتنكر في صورة خبير «عصر جديد» في الطب البديل باستخدام الاسم المزيف «دي.دي.ديفيد» المطبوع على بطاقات عمله. يبدو أن الأحرف الأولى تشير إلى «دراغان دابيتش» وقال المسؤولون إنه كان يستخدم أيضا اسم «دكتور دراغان ديفيد دابيش». حاضر أمام مئات الأشخاص عن الطب البديل. كان لديه موقعه الخاص على الإنترنت حيث عرض مساعدته في علاج المشاكل والاضطرابات الجنسية باستخدام ما أسماه «طاقة الكم البشرية».

### مزاعم التهرب من القبض عليه في النمسا
كانت هناك تقارير تفيد بأن كاراديتش تهرب من القبض عليه في مايو 2007 في فيينا حيث كان يعيش تحت اسم بيتار غلوماتش منتحلا أنه بائع كرواتي للمحاليل والمراهم العشبية. تحدثت إليه الشرطة النمساوية أثناء المداهمة بشأن قضية قتل غير ذات صلة في المنطقة التي يعيش فيها كاراديتش لكنها فشلت في التعرف على هويته الحقيقية. كان قد حصل على جواز سفر كرواتي باسم بيتار غلوماتش وادعى أنه في فيينا للتدريب. لم تطرح الشرطة أي أسئلة أخرى ولم تطالب ببصمة أصابعه لأنه بدا هادئا وسرعان ما أجاب على الأسئلة. ومع ذلك أصبح هذا الادعاء محل شك عندما ادعى رجل يدعى بيتار غلوماتش وهو ممارس طبي بديل من باناتسكو نوفو سيلو من صربيا أنه الشخص الذي تحدثت معه الشرطة في فيينا. يقال إن غلوماتش يحمل تشابها صارخا مع مظهر كاراديتش في دور دراغان دابيتش. ادعى دراغان كاراديتش ابن أخته في مقابلة مع كورييري ديلا سيرا أن كاراديتش حضر مباريات كرة القدم في دوري الدرجة الأولى الإيطالي وزار البندقية تحت اسم بيتار غلوماتش.

## المحاكمة

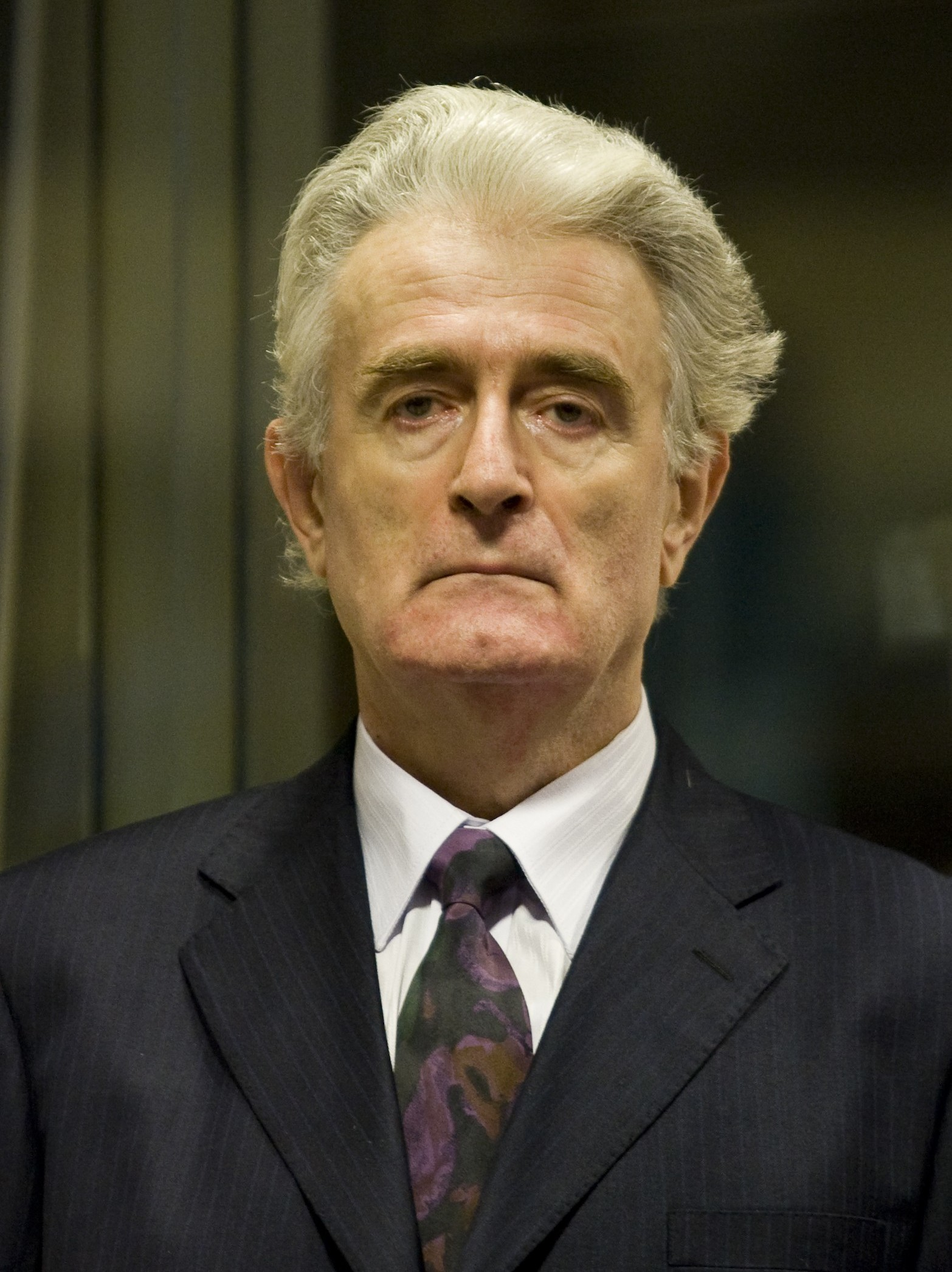
كاراديتش أثناء محاكمته في يوليو 2008.

### القبض عليه والمحاكمة
تم اعتقال رادوفان كاراديتش في 21 يوليو 2008 في بلغراد. كان مختبئا متنكرا كطبيب في الطب البديل في بلغراد في الغالب ولكن أيضا في فيينا بالنمسا. ونُقل كاراديتش إلى حجز المحكمة الجنائية الدولية ليوغوسلافيا السابقة في لاهاي في 30 يوليو. مثل كاراديتش أمام القاضي ألفونس أوري في 31 يوليو في المحكمة التي حكمت على 64 متهم منذ عام 1993. خلال جلسة الاستماع الأولى أعرب رادوفان كاراديتش عن خوفه على حياته بقوله: «إذا كان هولبروك يريد موتي ويأسف لعدم وجود حكم بالإعدام في هذه المحكمة فأنا أريد أن أعرف ما إذا كانت ذراعه طويلة بما يكفي للوصول إلي هنا». وذكر أن الصفقة التي أبرمها مع ريتشارد هولبروك هي السبب في أن ظهوره أمام المحكمة الجنائية الدولية ليوغوسلافيا السابقة استغرق 13 عام. ووجه اتهامات مماثلة لوزيرة الخارجية الأمريكية السابقة مادلين أولبرايت. زعم محمد شاكر بيه وزير خارجية البوسنة والهرسك في ذلك الوقت أن صفقة كاراديتش هولبروك قد تمت في يوليو 1996.
في أغسطس 2008 زعم كارادزيتش أن هناك مؤامرة ضده ورفض الإقرار بالذنب وبناء عليه قدمت المحكمة إقرار بالبراءة نيابة عنه في جميع التهم الإحدى عشرة. ووصف المحكمة التي يرأسها القاضي الإسكتلندي إيان بونومي بأنها «محكمة حلف شمال الأطلسي» متنكرة في هيئة محكمة للمجتمع الدولي.
في 13 أكتوبر 2009 ذكرت هيئة الإذاعة البريطانية (بي بي سي) أن التماس كاراديتش بمنحه الحصانة من تهمه قد رُفض. ومع ذلك تم تأجيل موعد بدء محاكمته إلى 26 أكتوبر حتى يتمكن من إعداد دفاعه.
في يوم الاثنين 26 أكتوبر 2009 تم تعليق محاكمة كاراديتش بعد 15 دقيقة من تنفيذه تهديده بمقاطعة بدء الجلسة. قال القاضي أو-غون كوون إنه في غياب كاراديتش الذي كان يدافع عن نفسه أو أي محام يمثله كان يعلق القضية لمدة 24 ساعة عندما تبدأ النيابة بيانها الافتتاحي. في 5 نوفمبر 2009 فرضت المحكمة عليه محامي وأجلت محاكمته حتى 1 مارس 2010.
في 26 نوفمبر 2009 قدم كاراديتش طلب للطعن في الصلاحية القانونية للمحكمة وشرعيتها مدعيا أن «مجلس الأمن التابع للأمم المتحدة يفتقر إلى سلطة إنشاء المحكمة الجنائية الدولية ليوغوسلافيا السابقة وانتهك الاتفاقات بموجب القانون الدولي في القيام بذلك وفوض سلطات تشريعية غير موجودة إلى المحكمة الجنائية الدولية ليوغوسلافيا السابقة» والتي كان رد الادعاء عليها أن «محكمة الاستئناف قد حددت بالفعل صلاحية إنشاء المحكمة في قرارات سابقة تشكل سابقة ثابتة بشأن هذه القضية» وبالتالي رفض الطلب. بدأ الادعاء مرافعته في 13 أبريل 2010 وأكملها في 25 مايو 2012. أدى اكتشاف أكثر من 300 جثة لم تكن معروفة من قبل في مقبرة جماعية بمنجم توماسيكا بالقرب من برييدور في سبتمبر 2013 إلى موجة من الطلبات التي انتهت برفض المحكمة إعادة فتح أدلة النيابة العامة. بدأ الدفاع مرافعته في 16 أكتوبر 2012 وانتهى منها في مارس 2014. قرر كاراديتش عدم الإدلاء بشهادته. بدأت المرافعات الختامية في القضية في 29 سبتمبر 2014 وانتهت في 7 أكتوبر 2014 بعد أن فشل كاراديتش في طلبه بإعادة المحاكمة.

### محاكمة الإبادة الجماعية البوسنية
قُدم كاراديتش وملاديتش للمحاكمة بتهم الإبادة الجماعية والجرائم ضد الإنسانية وجرائم الحرب المرتكبة في سريبرينيتشا وبريدور وكليوتش ومناطق أخرى في البوسنة والهرسك. ووجهت إليهم كل على حدة تهم:
- التهمة 1: الإبادة الجماعية. في 28 يونيه 2012 وافقت المحكمة الابتدائية على التماس دفاع للتبرئة من هذه التهمة لأن «الأدلة حتى لو تم أخذها في أعلى مستوياتها لم تصل إلى المستوى الذي يمكن من خلاله لمحاكمة واقعية معقولة أن تخلص إلى وقوع إبادة جماعية في البلديات». ورُفضت طلبات التبرئة من تسع تهم أخرى. وخلصت محكمة الاستئناف في وقت لاحق إلى أن المحكمة أخطأت وأعادت النظر في التهمة الأولى في 11 يوليه 2013.
  - البلديات: براتوناتش وفوتشا وكليوتش وكوتور فاروش وبرييدور وسانسكي موست وفلاسينيكا وزفورنيك.
- التهمة 2: إبادة جماعية.
  - البلدية: سريبرينيتشا.
- التهمة 3: الاضطهاد لأسباب سياسية وعرقية ودينية: جريمة ضد الإنسانية.
  - البلديات: بانيا لوكا وبييلجينا وبوسانسكا كروبا وبوسانسكي نوفي وبراتوناك وبرتشكو وفوتشا وهادجيتشي وإليدزا وكالينوفيك وكليوتش وكوتور فاروش ونوفو سراييفو وبالي وبرييدور وروغاتيكا وسانسكي موست وسوكولاسوغو وترنوفو زفورنيك وسريبرينيتشا.
- التهمة 4: الإبادة: جريمة ضد الإنسانية.
- التهمة 5: جريمة قتل: جريمة ضد الإنسانية.
- التهمة 6: قتل: خرق لقوانين أو أعراف الحرب.
- التهمة 7: الترحيل: جريمة ضد الإنسانية.
- التهمة 8: الأفعال اللاإنسانية (النقل القسري): جريمة ضد الإنسانية.
- التهمة 9: أعمال عنف هدفها الأساسي نشر الرعب بين السكان المدنيين: وهو انتهاك لقوانين أو أعراف الحرب.
- التهمة 10: هجمات غير مشروعة على المدنيين: انتهاك لقوانين أو أعراف الحرب.
- التهمة 11: أخذ رهائن: انتهاك لقوانين الحرب أو أعرافها.

رفضت محكمة جرائم الحرب اليوغوسلافية في 27 يونيو 2012 إحدى تهمتي الإبادة الجماعية ضد كاراديتش. ومع ذلك في 11 يوليه 2013 أعادت محكمة الاستئناف هذه التهم.

### الإدانة والحكم
في 24 مارس 2016 أُدين بارتكاب جرائم إبادة جماعية وجرائم حرب وجرائم ضد الإنسانية وحُكم عليه بالسجن 40 عام. وقد أدين بارتكاب جريمة الإبادة الجماعية في مذبحة سريبرينيتشا التي هدفت إلى قتل «كل ذكر سليم جسديا» في المدينة والقضاء بشكل منهجي على الجالية المسلمة البوسنية. كما أدين بالاضطهاد والإبادة والترحيل والنقل القسري (التطهير العرقي) والقتل فيما يتعلق بحملته لطرد المسلمين البوسنيين والكروات من القرى التي تطالب بها القوات الصربية. وتجنب إدانته في تهمة الإبادة الجماعية الثانية في سبع مدن بوسنية لكنه أدين في هذه القضية بتهمة إبادة مخففة.
في 27 فبراير 2018 أعلنت آلية المحكمتين الجنائيتين الدوليتين أنه تم تحديد جلسات الاستماع للاستئناف ضد الإدانة في 23 أبريل 2018. ورُفض الاستئناف في 20 مارس 2019 وتم رفع الحكم إلى السجن المؤبد. في 12 مايو 2021 أُعلن أنه بموافقة سلطات المملكة المتحدة سيقضي بقية عقوبته في أحد سجون المملكة المتحدة.

## شِعر
نشر كاراديتش عدة كتب شعرية نُشر العديد منها وهو مختبئ.
- 1968: رمح مجنون (سفيتلوست، سراييفو).
- 1971: أتذكر (سفيتلوست، سراييفو).
- 1990: حكاية خرافية سوداء (سفيتلوست، سراييفو).
- 1992: الحرب في البوسنة: كيف بدأت
- 1994: هناك معجزات، لا توجد معجزات
- 2001: من حربة مجنونة إلى حكاية خرافية سوداء (دوبريكا كنجيغا، نوفي ساد)
- 2004: وقائع الليل الرائع (إغام، بلغراد)
- 2005: تحت الجفن الأيسر (المجتمع الأدبي فيليكو فيداكوفيتش، نيش)

## الجوائز والأوسمة
- جائزة يوفان دوتشيتش الأدبية عن الشعر عام 1969
- الجائزة الأدبية ميخائيل شولوخوف في 16 مايو 1994 من اتحاد الكتاب الروس.[17]
- وسام الفرسان من الرتبة الأولى للقديس ديونيسيوس الكزانثي عام 1994 من الكنيسة الأرثوذكسية اليونانية.
- وسام جمهورية صرب البوسنة 1994
- وسام أندرو الأول عام 1995 من صندوق موسكو.

## اقتباسات
- «الصرب ليس عندهم أصدقاء بعد الله واليونانيين» [18]
- «أهل سراييفو لن يتمكنو من عدّ أمواتهم، بل على العكس سوف يتمكنوا من عدّ أحيائهم» [19]
- "تريد أن تأخذ البوسنة والهرسك إلى طريق الجحيم ومعاناة السلوفان والكروات يرتحلون. لا تظن أنك لن تقود البوسنة والهرسك إلى الجحيم، ولاتظن أنك ولربما تقود المسلمين -يقصد البوسنين- إلى الإبادة، لأن المسلمين لا يمكن أن يدافعوا عن أنفسهم في حالة نشوب حرب - كيف يمكن أن تجنب الجميع من التعرض للقتل في البوسنة والهرسك؟[20]" — رادوفان كاراديتش يتحدث في البرلمان البوسني في ليلة 14-15 أكتوبر 1991، في جو محموم ليعلن «سيادة» الجمهورية، والذي يعني أن قوانين الجمهوريين لها الأولوية على قوانين اليوغسلاف.

## اقرأ أيضاً
- سلوبودان ميلوسوفيتش.
- قائمة مجرمي الحرب.

## وصلات خارجية
- رادوفان كاراديتش على موقع IMDb (الإنجليزية)
- رادوفان كاراديتش على موقع الموسوعة البريطانية (الإنجليزية)
- رادوفان كاراديتش على موقع مونزينجر (الألمانية)
- رادوفان كاراديتش على موقع إن إن دي بي (الإنجليزية)
- كراديتش هدد بإبادة المسلمين، الجزيرة نت، 28 أكتوبر 2009